# Cerkiew św. Łukasza Apostoła w Kunkowej
Cerkiew pod wezwaniem św. Łukasza – prawosławna cerkiew parafialna w Kunkowej. Należy do dekanatu Gorlice diecezji przemysko-gorlickiej Polskiego Autokefalicznego Kościoła Prawosławnego.
Dawna cerkiew greckokatolicka, zbudowana w II połowie XIX wieku (prawdopodobnie ok. 1868).
Świątynia jest charakterystyczna dla zachodniołemkowskiego budownictwa cerkiewnego. Posiada konstrukcję zrębową, dolne części połaci dachowych załamane są uskokami. Ściany zewnętrzne pokryte gontem. Zarówno hełm wieży jak i dachy zakończone wieżyczkami posiadają ślepe latarnie zwieńczone kutymi, żelaznymi krzyżami. Wewnątrz polichromie z lat 1904–1905 (na stropie m.in. przedstawienia Ducha Świętego i Opieki Matki Bożej). Świątynia posiada 3 ołtarze (główny z baldachimem) oraz bogate zdobienia ścian wewnętrznych (pilastry, półkolumny). Wyposażenie cerkiewne pochodzi z XVIII–XIX w.

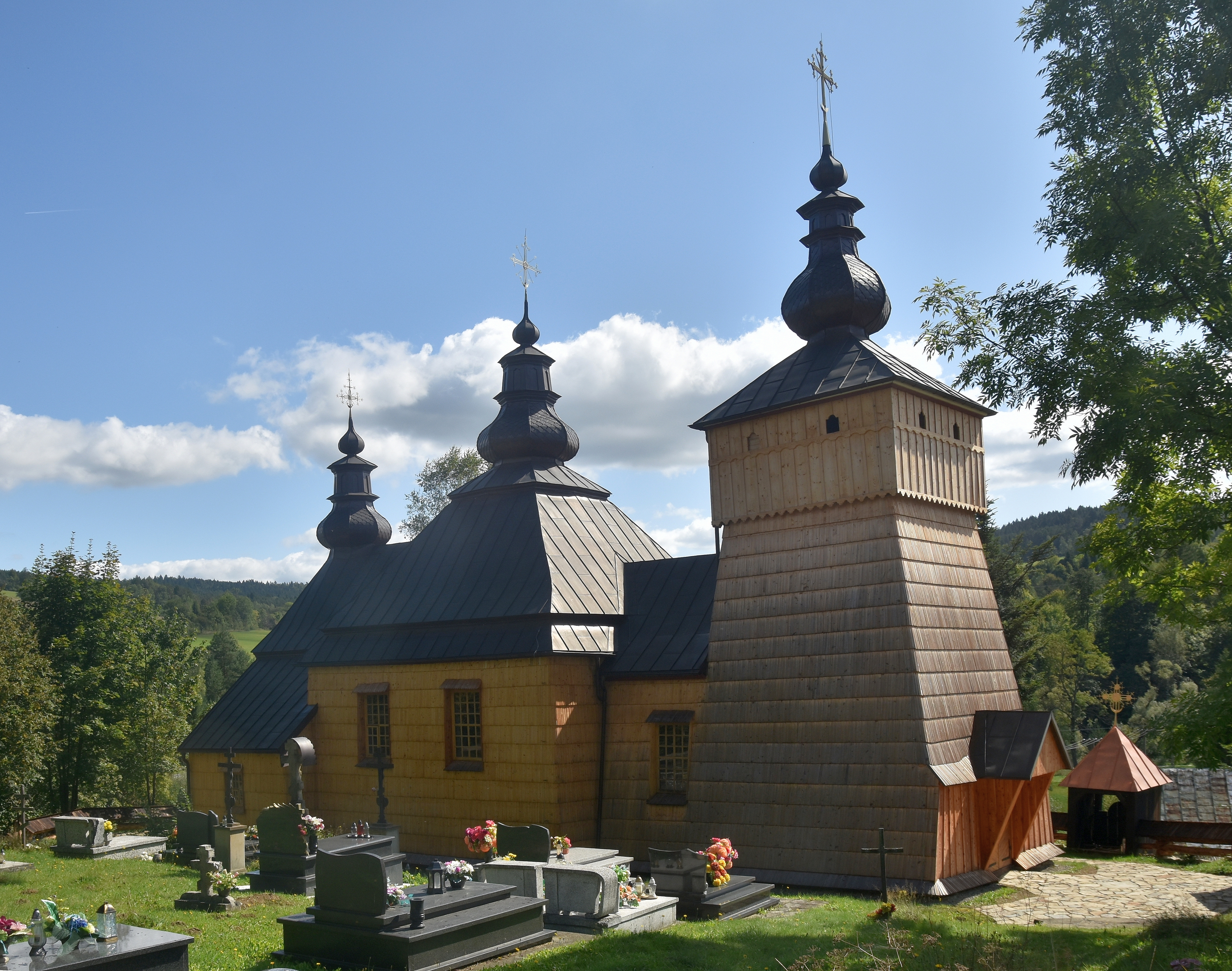
Widok od cmentarza przycerkiewnego
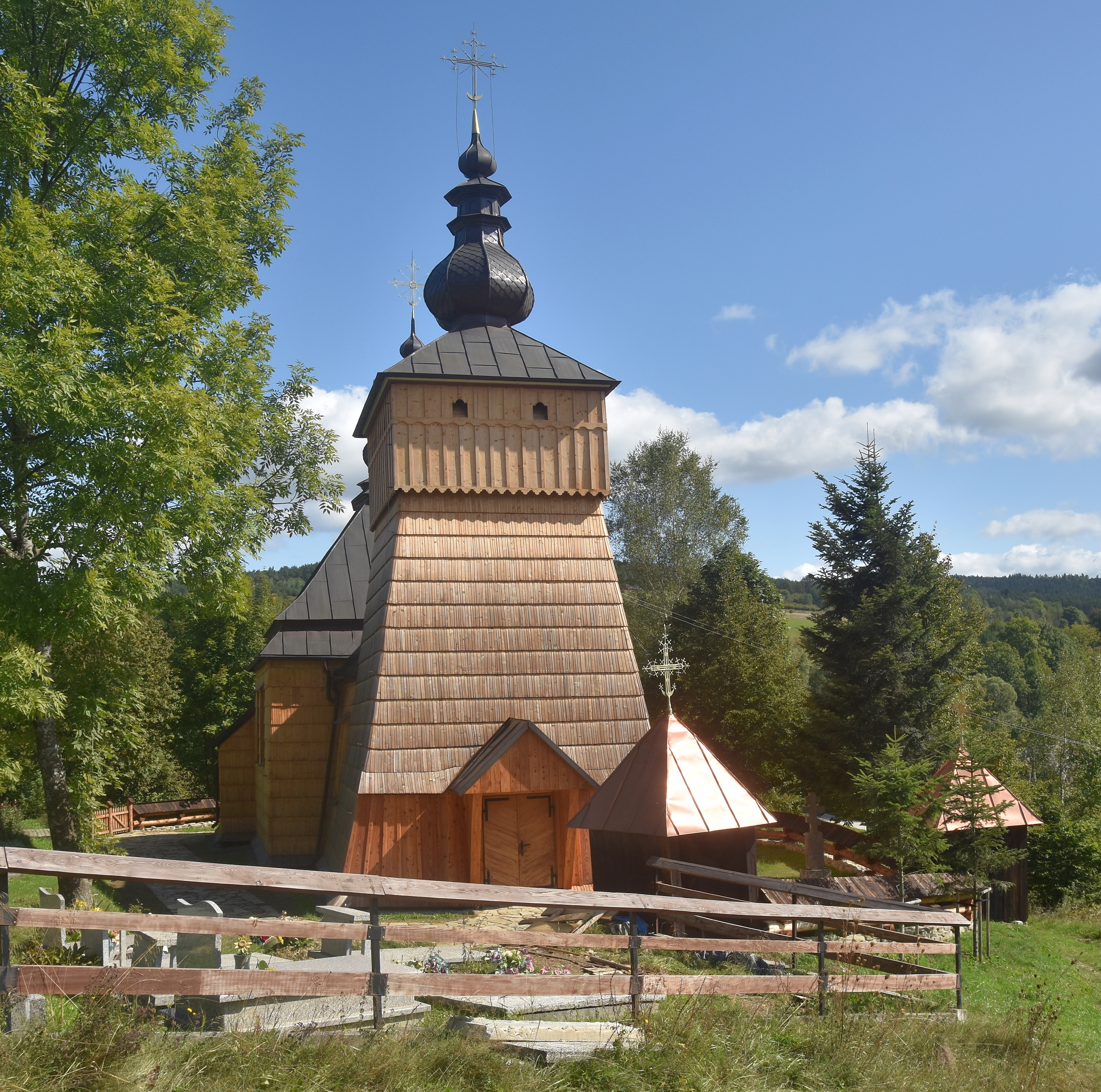
Wejście
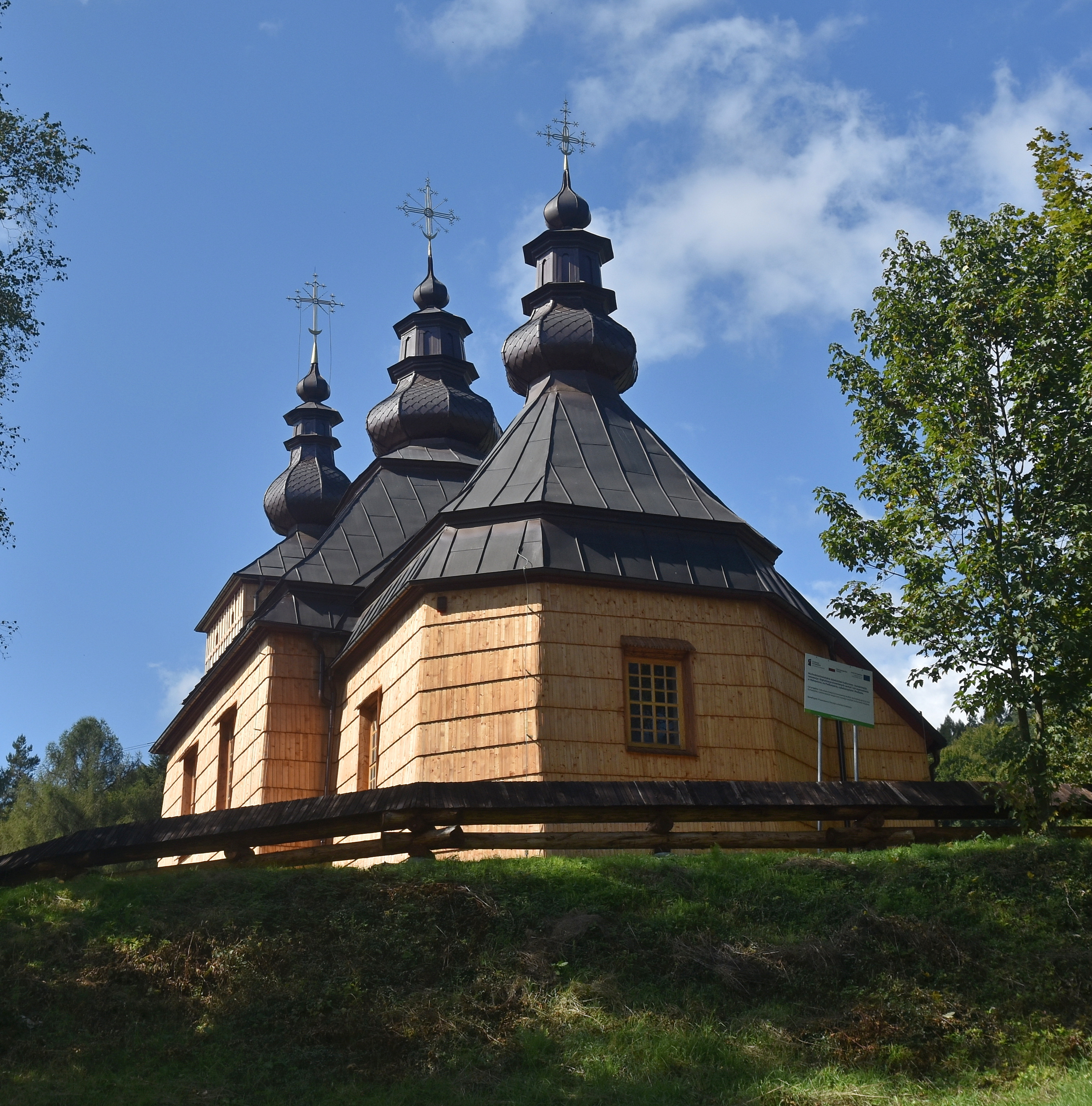
Widok od strony prezbiterium

Na podstawie ustawy z dnia 17 grudnia 2009 o uregulowaniu stanu prawnego niektórych nieruchomości pozostających we władaniu Polskiego Autokefalicznego Kościoła Prawosławnego świątynia została przekazana Kościołowi Prawosławnemu.
Cerkiew wpisano do rejestru zabytków 25 czerwca 1987 pod nr 510.
Świątynia leży na szlaku architektury drewnianej w Województwie Małopolskim.

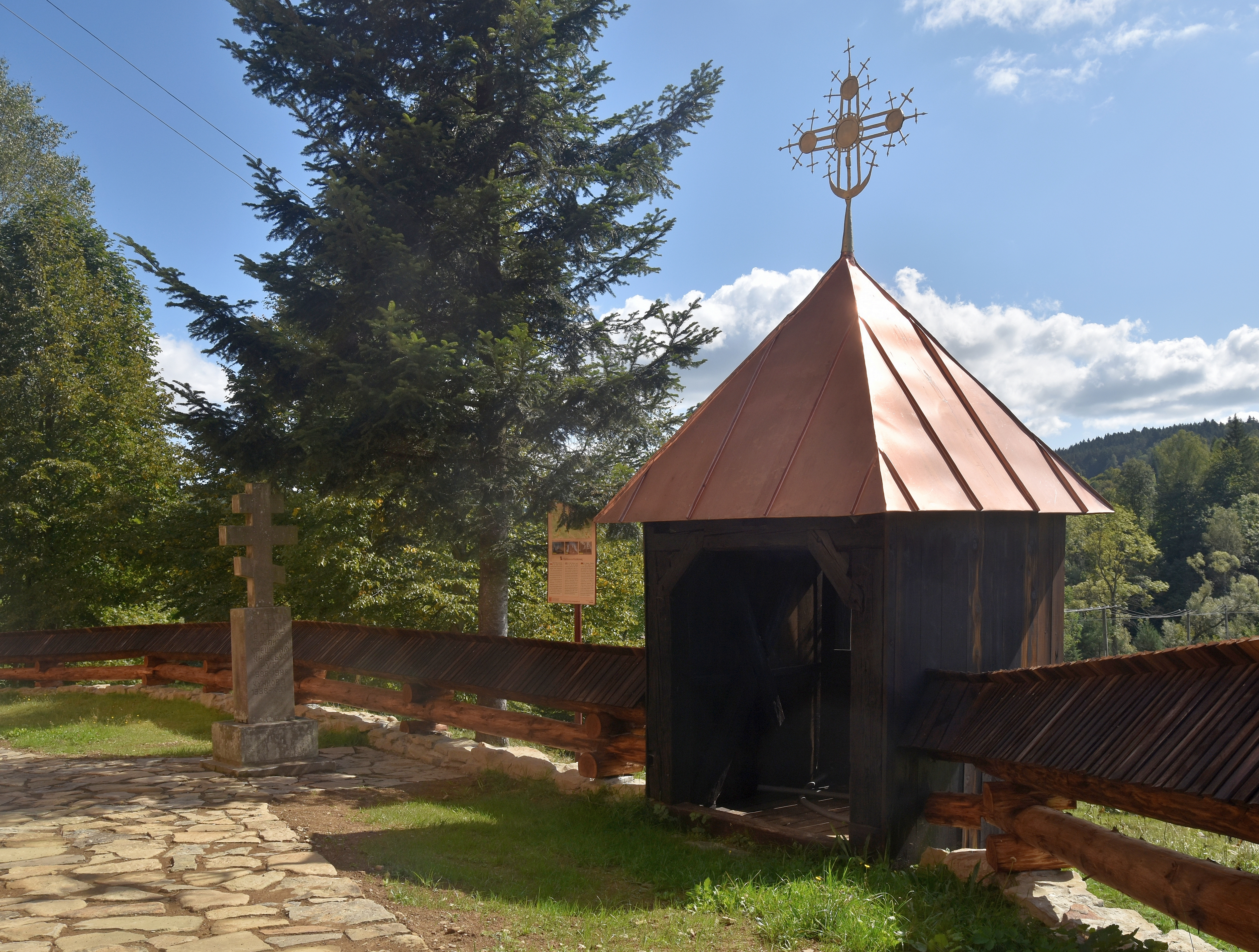
Otoczenie
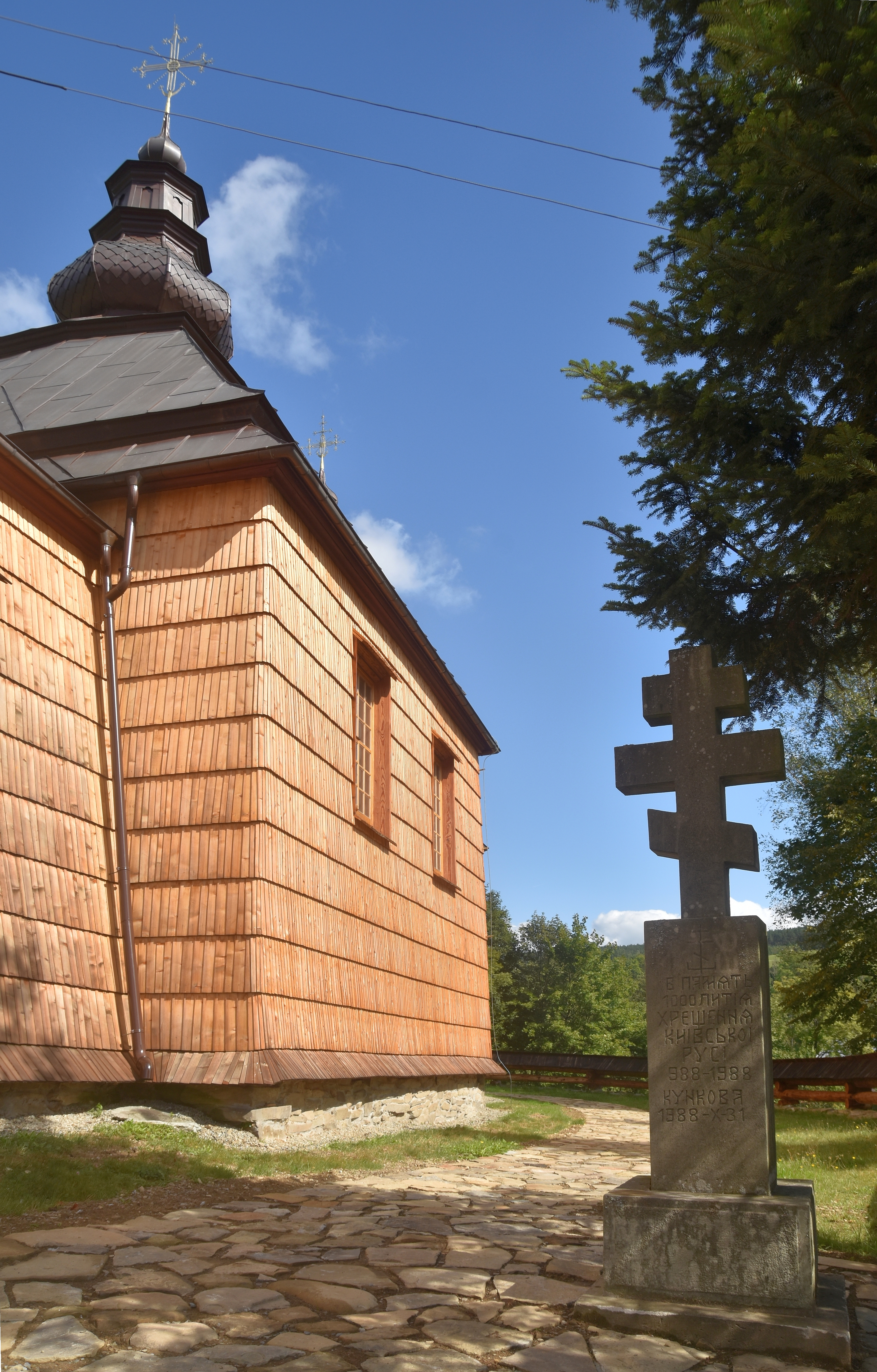
Otoczenie
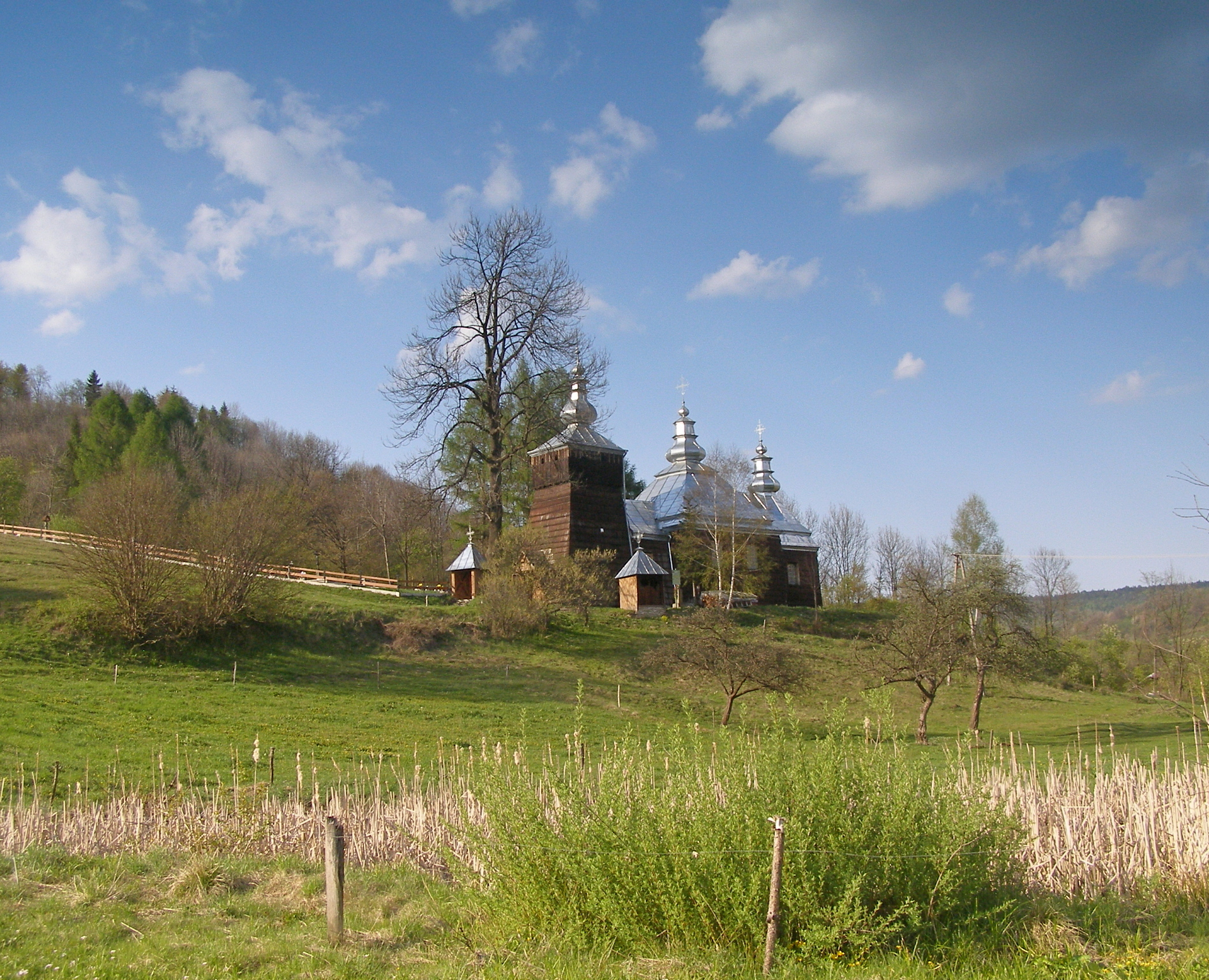
Widok od strony zachodniej w 2007